# Cédula de cem reais
A cédula de cem reais (R$ 100,00) começou a ser produzida pela Casa da Moeda do Brasil a partir do dia 1 de Julho de 1994, quando o Plano Real veio a substituir a moeda então em vigor.
Foi a cédula de maior valor até o final do mês de julho de 2020, quando o Banco Central anunciou a aprovação de uma cédula de duzentos reais (R$ 200,00), lançada no dia 2 de setembro do mesmo ano, com o animal símbolo sendo o lobo-guará.

## Cédulas
Circulam, até hoje, apenas as cédulas da estampa A com cinco tipos de assinaturas:
- As primeiras são assinadas pelo então ministro da Fazenda Fernando Henrique Cardoso e pelo então presidente do Banco Central Pedro Malan.
- Uma pequena parte continua com a assinatura de Malan, mas passa a ter a assinatura de Rubens Ricupero como ministro da Fazenda.
- Uma parte ainda menor, com apenas oito séries, com a assinatura de Malan como Ministro da Fazenda e Gustavo Loyola como presidente do Banco Central.
- As mais recentes têm as assinaturas dos Ministro da Fazenda Guido Mantega e Presidente do Banco Central Henrique Meirelles. Uma pequena parte foi impressa com a primeira chancela de Mantega, substituída pela atual.

## Principais Características
Anverso: Efígie simbólica da República, interpretada sob a forma de escultura.
Reverso: Gravura de uma garoupa verdadeira (Epinephelus marginatus), peixe marinho da família dos serranídeos e um dos mais conhecidos dentre os encontrados nas costas brasileiras.